# 1838 na literatura

## Eventos
- 20 de Dezembro - Almeida Garrett é nomeado cronista-mor do reino de Portugal.

## Nascimentos
| Data           | Nome                | Profissão | Nacionalidade | Observações | Ref |
| -------------- | ------------------- | --------- | ------------- | ----------- | --- |
| 16 de Janeiro  | Franz Brentano      | filósofo  | Alemanha      | m. 1917     |     |
| 20 de Dezembro | Edwin Abbott Abbott | escritor  | Inglaterra    | m. 1926     |     |

## Mortes
| Data | Nome | Profissão | Nacionalidade | Observações | Ref |
| ---- | ---- | --------- | ------------- | ----------- | --- |